# Manuela Carmena
Carmena  Castrillo est un nom espagnol. Le premier nom de famille, en général paternel, est Carmena ; le second, en général maternel, souvent omis, est Castrillo.
Manuela Carmena Castrillo, née le 9 février 1944 à Madrid, est une magistrate et femme politique espagnole. Après une carrière comme avocate puis comme juge, qui l'amène notamment à être membre du Conseil général du pouvoir judiciaire de 1996 à 2001, elle est maire de Madrid de 2015 à 2019.

## Biographie
Manuela Carmena Castrillo naît le 9 février 1944 à Madrid[réf. nécessaire].

### Formation et début de carrière professionnelle
Titulaire d'une licenciatura de droit en 1965, sanctionnant cinq années d'études supérieures à l'université de Valence, elle défend les droits des travailleurs et des détenus pendant la dictature de Francisco Franco et est cofondatrice et membre du cabinet d'avocats en droit du travail des Commissions ouvrières qui est le siège du massacre d'Atocha de 1977, alors qu'elle en est absente. 

### Premiers engagements politiques
C'est également en 1965 qu'elle adhère au Parti communiste espagnol (PCE) pour lequel elle est candidate lors des élections générales de 1977, les premières depuis la chute de la dictature. Elle occupe la 23e position sur la liste menée par Santiago Carrillo dans la circonscription de Madrid, mais n'est pas élue, le PCE ne remportant que quatre mandats.

### Carrière dans la magistrature
Après avoir quitté ce parti et étudié à l’École judiciaire (es) dans la même promotion que Margarita Robles et Baltasar Garzón, elle commence sa carrière de juge en janvier 1981 comme juge de première instance et d'instruction, d'abord aux Canaries, puis à Madrid. Au cours de cette carrière, elle s'illustre dans la lutte contre la corruption judiciaire. Elle est l'une des fondatrices de l'association professionnelle progressiste des Juges pour la démocratie en 1984 et reçoit en 1986 le prix national des droits de l'homme de l'Association pour les droits de l'homme d'Espagne (APDHE). 
Juge au Tribunal d'application des peines numéro 1 de Madrid, elle est élue doyenne des juges de Madrid en 1993. Elle est ensuite élue membre du Conseil général du pouvoir judiciaire, l'organe constitutionnel de direction du pouvoir judiciaire espagnol, en 1996 sur proposition de la Gauche unie. Elle termine son mandat de cinq ans en 2001. Elle devient alors juge de la section pénale de l'Audience provinciale de Madrid
En août 2003, Manuela Carmena est nommée membre du Groupe de travail sur la détention arbitraire de l'ONU,, succédant au juriste français Louis Joinet. En cette qualité, elle se rend en Colombie, en Guinée équatoriale, au Honduras, au Nicaragua et en Afrique du Sud, et rédige plusieurs rapports de mission. Elle en est par la suite, présidente-rapporteuse de mai 2008 à août 2009, date à laquelle lui succède le norvégien Mads Andenas.
En 2009, elle intervient dans l'affaire Tabacalera (es), une affaire de corruption impliquant le directeur général de Telefónica, en tant que juge de l'Audience provinciale de Madrid, et prononce son acquittement pour prescription conjointement avec les deux autres juges. Elle prend sa retraite l'année suivante.

### Retraite et nouveaux engagements
Elle est nommée conseillère du gouvernement basque de Patxi López (Parti socialiste ouvrier espagnol) sur les questions d'assistance aux victimes d'abus policiers, en septembre 2011. Elle est actuellement membre du comité de direction de la Fondation alternatives (es), un think tank proche du PSOE, aux côtés de Felipe González et de José Luis Rodríguez Zapatero, notamment.
Elle fonde par ailleurs l'entreprise solidaire Yayos Emprendedores (les grands-parents entrepreneurs, en français), une entreprise de retraités chargée de commercialiser des objets créés par des détenus et des chômeurs. Cette entreprise utilise ses bénéfices pour fournir un salaire à ces travailleurs, acheter du matériel ou réinvestir dans son projet social.

### Élections municipales de 2015

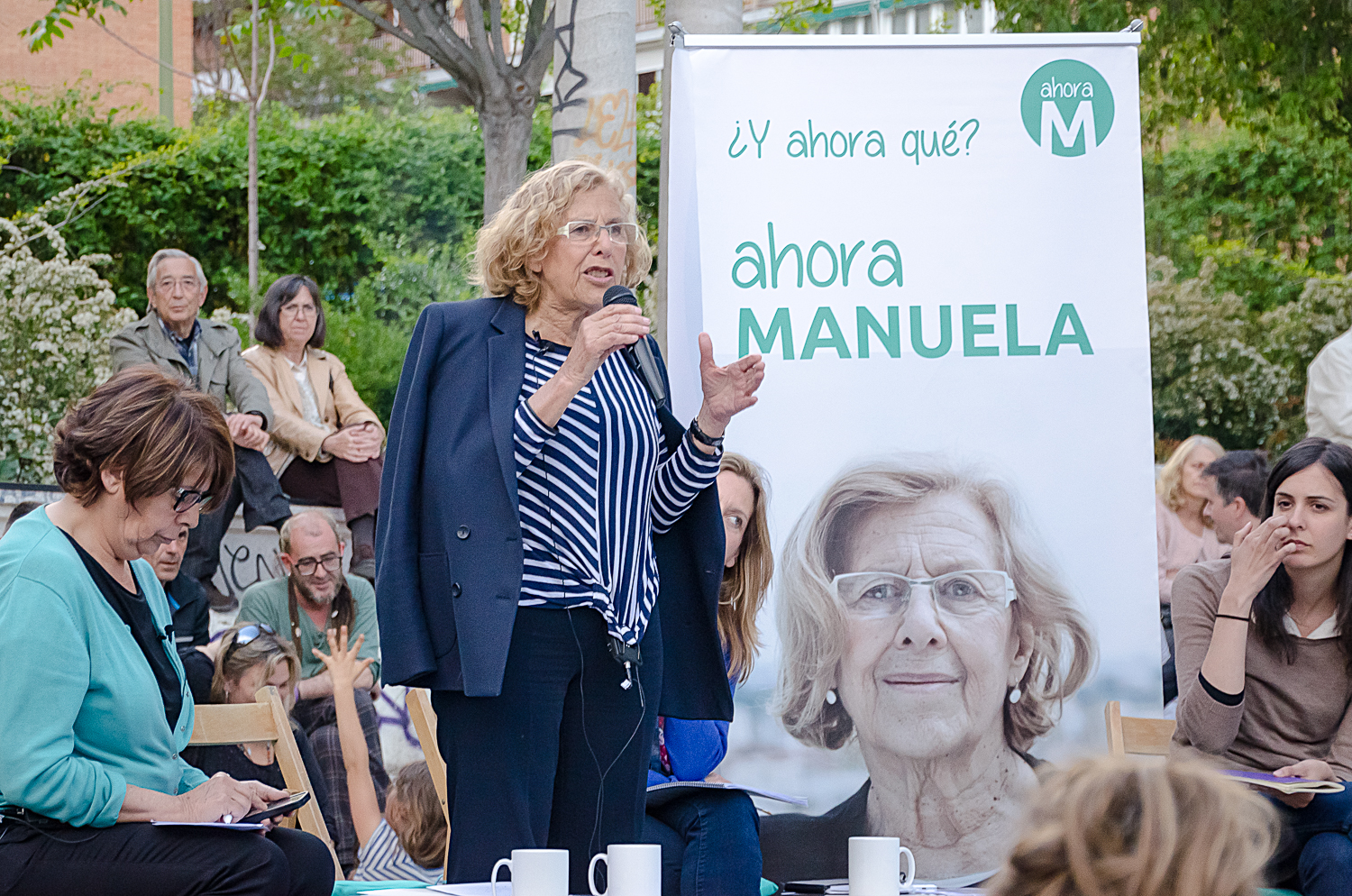
Manuela Carmena pendant la campagne des municipales en avril 2015.

En 2015, elle est élue tête de liste avec 63 % des voix lors des primaires du mouvement Maintenant, Madrid pour les élections municipales de Madrid. 
Lors de la campagne elle est accusée de complaisance envers l'ETA par sa principale rivale, Esperanza Aguirre, ce qu'elle dément, révélant qu'elle a été l'une des cibles de cette organisation terroriste en 2000.
Aux élections municipales du 24 mai, la liste qu'elle mène, notamment soutenue par Podemos, arrive deuxième avec 31,85 % des voix et 20 sièges de conseillers municipaux, derrière la liste du Parti populaire menée par Esperanza Aguirre qui obtient 34,55 % des voix et 21 conseillers. Ces résultats permettent à Manuela Carmena de devenir maire de la capitale le 13 juin suivant, avec le soutien du Parti socialiste ouvrier espagnol (PSOE), arrivé troisième avec neuf conseillers,,.
Le groupe élu de Maintenant Madrid se compose de trois indépendants (dont Manuela Carmena et sa première-adjointe, Marta Higueras), sept membres de Podemos (dont Rita Maestre, porte-parole), trois membres de la Gauche unie, trois membres de Ganemos Madrid (en), trois membres de Madrid-129 et un membre d'Equo.

### Mandat de maire de Madrid

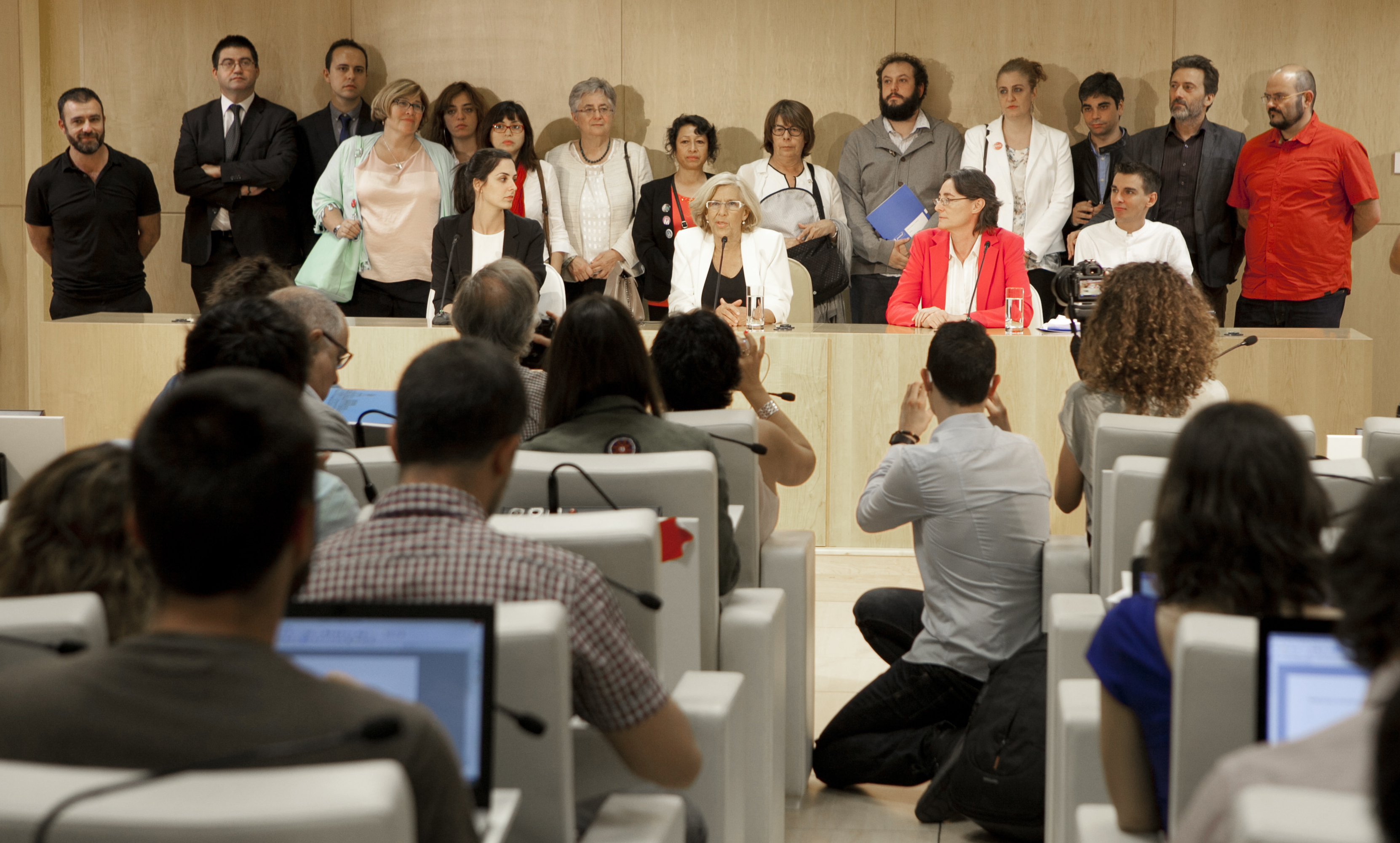
Investiture de l'équipe d'Ahora Madrid en juin 2015.

Compte-tenu du nombre de sièges au conseil municipal et une majorité absolue fixée à 29, le groupe de Manuela Carmena (20 conseillers) ne gouverne pas seul, mais doit composer avec la totalité du groupe du PSOE (9 conseillers). 
Afin d'améliorer l'efficacité de la mairie, de la rendre plus adaptée à ses fonctions réelles et de réaliser des économies évaluées à 609 000 € annuels, la municipalité supprime neuf postes à hautes responsabilités. Un nouvel organe directeur de gestion interne est créé en remplacement. 
Le conseil municipal prévoit aussi de débaptiser les rues, places, monuments et établissements de la capitale qui exaltent les figures du franquisme, dans le cadre de la loi sur la mémoire historique, de 2007, que les précédentes municipalités de droite avaient refusé d'appliquer. Cette loi dispose en son article 15 que les « insignes, plaques et autres objets ou mentions commémoratives qui exaltent le soulèvement militaire, la guerre civile ou la répression de la dictature devront être retirés des édifices publics ». Fin 2016 elle nomme un jardin municipal, initialement sans nom, Jardin des combattants de La Nueve, en hommage à cette compagnie de républicains espagnols qui participèrent à la libération de Paris.

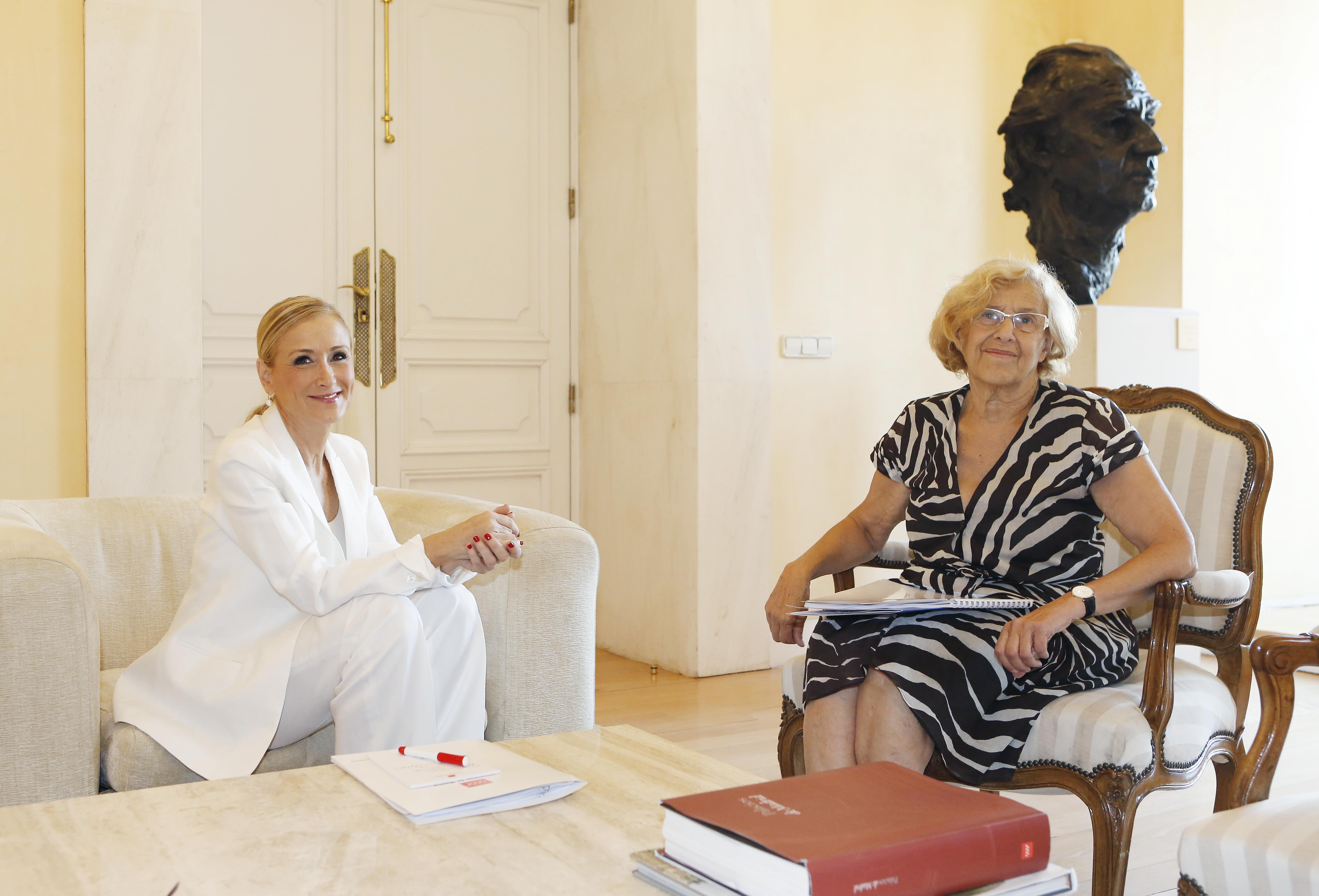
La maire de Madrid lors d'une réunion avec Cristina Cifuentes, présidente de la communauté de Madrid.

Comme prévu pendant la campagne, la mairie supprime sa subvention annuelle de 61 200 € à l’École de tauromachie de Madrid Marcial Lalanda, une somme représentant environ la moitié du budget annuel de cet établissement. Les motifs avancés de cette mesure, qui entre en vigueur fin juin 2016, sont d'une part un budget disproportionné pour une école formant environ 38 élèves par an par rapport aux budgets alloués à d'autres activités culturelles ou sportives de plus grande ampleur et, d'autre part, l'incompatibilité de ces activités avec les droits des animaux. Après avoir un temps envisagé de destiner à d'autres organismes les locaux municipaux occupés par l'école à la Venta del Batán, la mairie choisit d'en laisser l'usage à cette école. Toujours dans l'optique de faire progresser les droits des animaux, en janvier 2017 elle fait adopter par le conseil municipal (avec les votes du PSOE et de Ciudadanos) une ordonnance interdisant les cirques avec animaux sauvages dans la capitale, aussi bien sur les terrains publics que privés.
Afin de lutter contre les expulsions de particuliers dans l'impossibilité de rembourser leur crédit hypothécaire, la mairie a impulsé l'ouverture d'un bureau de médiation.
En juin 2016, la Banque d'Espagne révèle qu'après neuf mois au pouvoir la municipalité a réduit sa dette de plus d'un milliard d'euros. Ceci correspond a une baisse de 19,7 %, ce qui en fait la meilleure progression de toutes les villes d'Espagne sur cette période. Madrid reste malgré cela la ville la plus endettée du pays, avec une dette évaluée en septembre à environ 4,5 milliards d'euros. Après deux ans et demi de mandat, cette baisse atteint 39,2 %, avec une dette évaluée à 3,4 milliards d'euros.
En décembre 2017, elle destitue Carlos Sánchez Mato (IU), adjoint à l’Économie et aux Finances, en raison de son désaccord sur le plan économique et financier adopté deux jours plus tôt. Il est remplacé par Jorge García Castaño (Podemos).
Pour réduire la pollution atmosphérique, responsable de quelque 3 000 décès chaque année à Madrid, la municipalité crée en 2018 une zone à faibles émissions de 472 hectares qui couvre le cœur de la capitale.

#### Moralisation de la vie politique
Sa première mesure est de baisser son salaire de 55 % et celui de ses conseillers municipaux de 41 %, cette mesure n'affectant pas les autres conseillers municipaux, du PP et du PSOE, qui restent libres d'appliquer les mêmes mesures.
Carmena est opposée à une « administration avec privilèges », elle décide donc de redonner l'utilisation de la loge municipale du Théâtre royal aux citoyens. La non-location des places de cette loge représentait un manque à gagner évalué à 100 000 € par an pour le théâtre. La maire et les conseillers de Maintenant Madrid se passeront également des loges municipales du stade Santiago Bernabéu, du centre olympique de tennis Caja Mágica, des arènes de Las Ventas, des pass VIP gratuits du Club Campo de Madrid, des cartes or gratuites de l'IFEMA (es) ainsi que des places gratuites de concerts, pièces de théâtre et expositions. 
En août 2015, elle entreprend de dépolitiser et de professionnaliser l'IFEMA (Institución Ferial de Madrid) un consortium public organisant des salons, des conventions et des congrès à Madrid, considérant que cet organisme fournissait des retraites dorées à des personnalités politiques du PP. Álvarez del Manzano, ancien maire de Madrid et membre du PP, président pendant 24 ans, est remplacé à la tête de cet organisme par Luis Cueto, le coordinateur général de la mairie de Madrid. Celui-ci ne touchera pas le salaire annuel de 120 000 € perçu par l'ancien président, il ne touchera que son salaire municipal et se passera d'assistants et de voitures officielles,.

## Œuvres
- (es) Crónica de un desorden : Notas para reinventar la Justicia, Alianza, 1997
- (es) Por qué las cosas pueden ser diferentes : Reflexiones de una jueza, Clave Intelectual, 2014
- Parce que les choses peuvent être différentes... (trad. de l'espagnol par Delphine Vinck), Montpellier, Indigène, 2016, 160 p. (ISBN 978-2-37595-046-3)